# Psaume 127 (126)

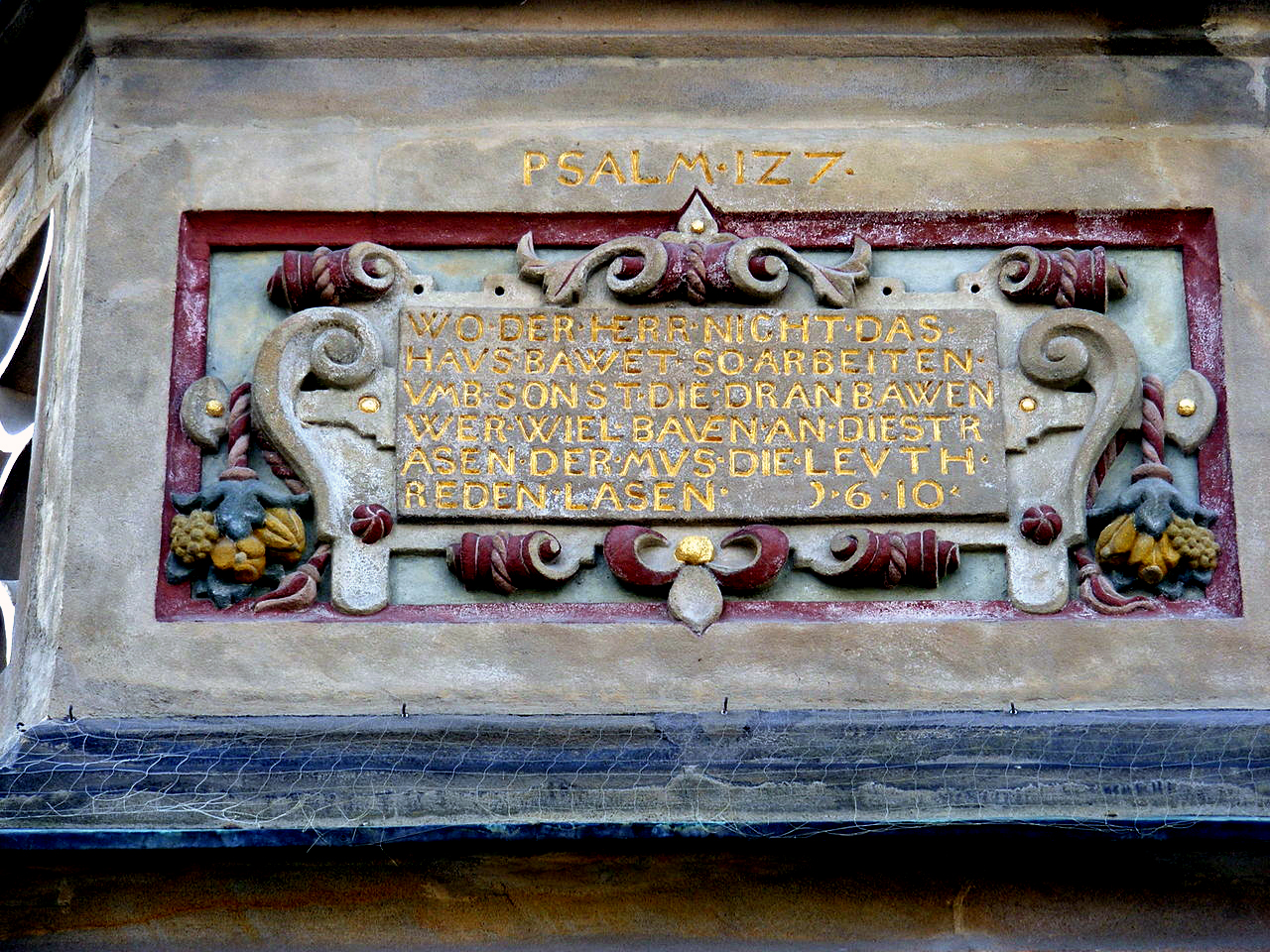
Le premier verset du psaume 127 (suivi d'un vers sans rapport) en vieil allemand sur un mur, à Bayreuth : Wo der Herr nicht das Haus bawet, so arbeiten umb sonst die dran bawen. Wer wiel bauen an die Strasen, der mus die Leuth reden lasen. (« Là où le Seigneur ne bâtit pas la maison, ceux qui la bâtissent travaillent en vain. Qui veut construire le long des rues, celui-là doit laisser les gens parler »)

Le psaume 127 (126 selon la numérotation grecque), intitulé shir hamaalot leShlomo dans la liturgie juive et Nisi Dominus dans la liturgie chrétienne, est un cantique des degrés. Destiné à une liturgie chantée (plus précisément psalmodiée), il a inspiré nombre d’œuvres d’art, visuelles ou d'ordre musical (celles-ci accompagnées ou non d'instruments), qui s'éloignent donc de la pure liturgie.

## Texte
| verset | original hébreu                                                                              | traduction française de Louis Segond | Vulgate latine |
| ------ | -------------------------------------------------------------------------------------------- | --- | --- |
| 1      | שִׁיר הַמַּעֲלוֹת, לִשְׁלֹמֹה:אִם-יְהוָה, לֹא-יִבְנֶה בַיִת-- שָׁוְא עָמְלוּ בוֹנָיו בּוֹ;אִם-יְהוָה לֹא-יִשְׁמָר-עִיר, שָׁוְא שָׁקַד שׁוֹמֵר | [Cantique des degrés. De Salomon.] Si l’Éternel ne bâtit la maison, ceux qui la bâtissent travaillent en vain ; si l’Éternel ne garde la ville, celui qui la garde veille en vain. | [Canticum graduum Salomonis] Nisi Dominus aedificaverit domum in vanum laboraverunt qui aedificant eam nisi Dominus custodierit civitatem frustra vigilavit qui custodit |
| 2      | שָׁוְא לָכֶם מַשְׁכִּימֵי קוּם, מְאַחֲרֵי-שֶׁבֶת--אֹכְלֵי, לֶחֶם הָעֲצָבִים;כֵּן יִתֵּן לִידִידוֹ שֵׁנָא                            | En vain vous levez-vous matin, vous couchez-vous tard, et mangez-vous le pain de douleur ; il en donne autant à ses bien-aimés pendant leur sommeil.                               | Vanum est vobis ante lucem surgere: surgite postquam sederitis qui manducatis panem doloris cum dederit dilectis suis somnum                                             |
| 3      | הִנֵּה נַחֲלַת יְהוָה בָּנִים: שָׂכָר, פְּרִי הַבָּטֶן                                                            | Voici, des fils sont un héritage de l’Éternel, le fruit des entrailles est une récompense.                                                                                         | Ecce hereditas Domini filii mercis fructus ventris |
| 4      | כְּחִצִּים בְּיַד-גִּבּוֹר-- כֵּן, בְּנֵי הַנְּעוּרִים                                                             | Comme les flèches dans la main d’un guerrier, ainsi sont les fils de la jeunesse.                                                                                                  | Sicut sagittae in manu potentis ita filii excussorum |
| 5      | אַשְׁרֵי הַגֶּבֶר-- אֲשֶׁר מִלֵּא אֶת-אַשְׁפָּתוֹ, מֵהֶם:לֹא-יֵבֹשׁוּ-- כִּי-יְדַבְּרוּ אֶת-אוֹיְבִים בַּשָּׁעַר                          | Heureux l’homme qui en a rempli son carquois ! Ils ne seront pas confus, quand ils parleront avec des ennemis à la porte.                                                          | Beatus vir qui implebit desiderium suum ex ipsis non confundentur cum loquentur inimicis suis in porta                                                                   |

## Usages liturgiques

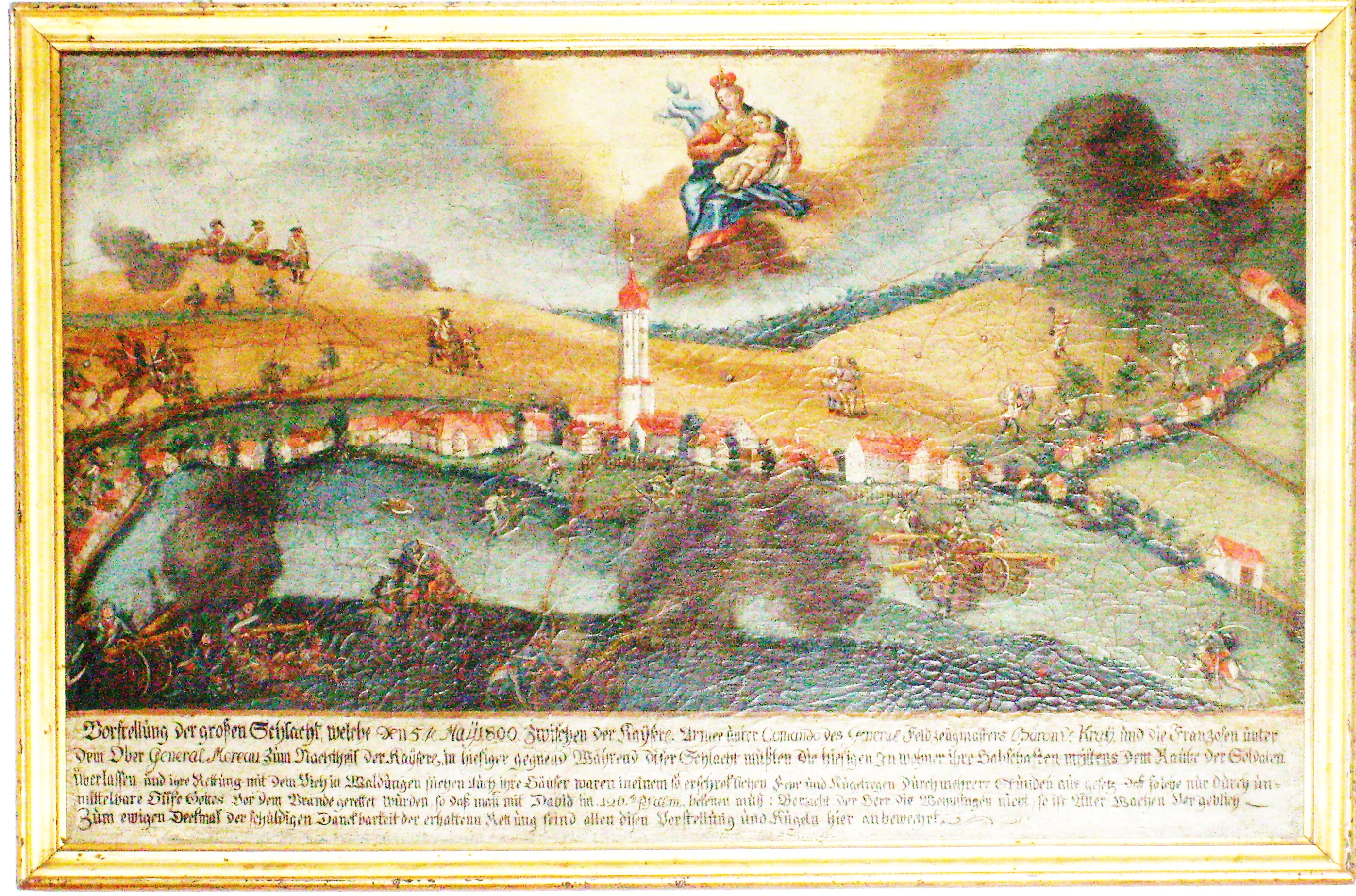
Le premier verset du psaume 127 appliqué à la bataille de Messkirch. Tableau de l’église Saint-Pierre Saint-Paul de Meßkirch-Rohrdorf

### Dans le judaïsme
Le psaume 127 est récité à Min'ha entre Souccot et le Shabbat Hagadol.

### Dans le christianisme

#### Chez les catholiques
Depuis le haut Moyen Âge, ce psaume était traditionnellement récité ou chanté lors de l'office de none pendant la semaine, plus précisément du mardi au samedi, entre les psaume 126 (125) et psaume 128 (127), d'après la règle de saint Benoît, fixée vers 530.
Au cours de la liturgie des Heures, le psaume 126 (numérotation catholique) est récité le mercredi de la troisième semaine, aux vêpres.

## Mise en musique
- Claudin de Sermisy (c. 1490-1562) : parmi ses soixante motets (de trois à six voix)
- Claudio Monteverdi (1567-1643) : Vespro della beata vergine, in la Messa a quattro voci e Salmi avec instruments et basse continue, SV 206 ainsi que in Motets SV 201.
- Henry Du Mont (1610-1684) :  "Nisi Dominus", grand motet conçu pour la Chapelle Royale au Louvre.
- Pierre Robert (1625 - 1699) :  "Nisi Dominus", grand motet conçu pour la Chapelle Royale au Louvre.
- Marc-Antoine Charpentier (1643-1704) : 3 motets :
  - "Nisi Dominus" H.150, grand motet pour solistes, chœur, deux dessus instrumentaux, et basse continue, composé vers 1670.
  - "Nisi Dominus" H.160 - H.160 a, grand motet pour solistes, chœur, et basse continue vers 1670.
  - "Nisi Dominus" H.231, motet pour 3 voix, 2 dessus instrumentaux, et basse continue, (date inconnue).
- Michel-Richard de Lalande (1657-1726) : grand motet "Nisi Dominus" S42, en 1694
- Henry Desmarest, grand motet "Nisi Dominus" composé vers 1703
- Jean-Baptiste Morin (1677-1745) : motet à deux voix (dessus et basse) avec basse continue.
- Antonio Vivaldi (1678-1741) : Nisi Dominus, RV 608.
- Jan Dismas Zelenka (Lukas Ignatius) (1679-1745) : ZWV 92 et ZWV 93.
- Georg Friedrich Haendel (1685-1759) : HWV 238.
- Nicolo Antonio Giacinto Porpora (1686-1768) : "Nisi Dominus" pour contralto solo.
- Jean-Joseph Cassanéa de Mondonville (1711-1772) : grand motet "Nisi Dominus aedificavit" (1743).
- Baldassare Galuppi (1706-1785) : motet "Nisi Dominus".
- Shira Choir : Choeur juif orthodoxe américain.